# Axel Seeberg (Journalist)
Axel Seeberg (* 15. Juni 1904 in Dorpat, Russisches Kaiserreich; † 12. Juni 1986 in Kellinghusen) war ein deutscher Politikwissenschaftler und Journalist.

## Leben
Axel Seeberg kam als Sohn des evangelischen Theologen Alfred Seeberg und seiner Ehefrau Marie, geb. von Walter 1908 nach Rostock, als der Vater eine Professur an der Universität Rostock annahm. Nach dem 1922 an der Großen Stadtschule in Rostock abgelegten Abitur studierte er Staatswissenschaften an den Universitäten in Rostock, München und Berlin. Von 1929 bis 1931 war er Referent am Politischen Kolleg in Berlin. Bis 1933 war er Mitglied der Bündischen Jugend. Von 1931 bis 1939 war er Dozent an der Deutschen Hochschule für Politik Berlin und von 1939 bis 1945 wissenschaftlicher Hilfsarbeiter des Auswärtigen Amtes im Sachgebiet „Politische Geographie“ und Mitglied des England-Ausschusses. Seeberg war von 1937 bis 1945 Mitglied der NSDAP.
Seeberg war 1946 Mitbegründer des vom hannoverschen Landesbischof Hanns Lilje begründeten Deutschen Allgemeinen Sonntagsblattes und auch an dessen Aufbau beteiligt. Von 1947 bis 1953 war er als stellvertretender Chefredakteur tätig mit der Spezialisierung auf das außenpolitische Ressort. Von 1954 bis 1972 war er Chefredakteur des Sonntagsblattes als Nachfolger von Hans Zehrer, als theologischer Chefredakteur fungierte Heinz Zahrnt.
Seeberg war Mitglied des Kronberger Kreises, eines von Eberhard Müller, Hanns Lilje und  Reinold von Thadden gegründeten Kreises evangelischer Führungspersönlichkeiten, dem u. a. etwa Otto A. Friedrich, Kai-Uwe von Hassel, Gerhard Stoltenberg und Richard von Weizsäcker angehörten. Seeberg entwickelte sich hier entsprechend seiner beruflichen Tätigkeit zum Fachreferenten, der „im umfassenderen Sinn die internationalen Beziehungen“ behandelte. Zudem war er Gründungsmitglied der Hermann Ehlers Stiftung.
Seeberg war mit Marie Luise Stach von Goltzheim verheiratet, sie hatten vier Kinder.

## Werke (Auswahl)
- Spiel, Sport und Werkdienst. Ein Handbuch für Jungen und Jungenführer. v. Halem, Bremen 1936, (mit Ludwig Vogt)
- Abschied vom Christentum? 17 Antworten von Publizisten und Theologen auf eine zeitgemäße Herausforderung. Eine Festgabe für Hanns Lilje zum 65. Geburtstag am 10. August 1964. (Hrsg. Axel Seeberg und Heinz Zahrnt), Furche-Verlag, Hamburg 1964. (zweite Auflage, 1967)
- Ein neues China. Das Modell Taiwan. Seewald, Stuttgart-Degerloch 1976, ISBN 978-3-512-00351-6 (mit Sven Steenberg)
- Kontinuität und Wandel in den Ost-West-Beziehungen. Markus-Verlag, Köln 1983, (mit Boris Meissner).